# Dumovec
Dumovec település Horvátországban, Zágráb főváros Szeszvete városnegyedében. Közigazgatásilag a fővároshoz tartozik.

## Fekvése
Zágráb városközpontjától 14 km-re keletre, az A3-as autópálya és a Zágrábból keletre menő vasútvonal között fekszik.

## Története
A település ősidők óta lakott. Északnyugati oldalán, az erdőben található a Dumovečki Lug nevű régészeti lelőhely. A tölgyerdőben 22 tumulusból álló sírhalom mező van. A helyszínnek két nagyon érdekes jellemzője van: a halmok három sorban, hatos, illetve nyolcas sorban vannak elrendezve, egymáshoz viszonyítva pedig olyan keresztet formáznak, amelynek nincs negyedik szára. A földhalmok átlagos mérete 10 x 10 m, magasságuk 1 m. Korukat az 1. és 4. század közötti időszakra teszik.
Az első katonai felmérés térképén „Dumovczi” néven található. Lipszky János 1808-ban Budán kiadott repertóriumában „Dumovecz” néven szerepel. Nagy Lajos 1829-ben kiadott művében „Dumovecz” néven 9 házzal, 107 katolikus vallású lakossal találjuk.
1857-ben 93, 1910-ben 198 lakosa volt. Zágráb vármegye Zágrábi járásához tartozott. 
1941 és 1945 között a Független Horvát Állam része volt, majd a szocialista Jugoszlávia fennhatósága alá került. 1991-től a független Horvátország része. 1991-ben lakosságának 88%-a horvát, 4-4%-a szerb és muszlim, 3%-a jugoszláv nemzetiségű volt. A településnek 2011-ben 903 lakosa volt.

## Népessége
| Lakosság változása | Lakosság változása | Lakosság változása | Lakosság változása | Lakosság változása | Lakosság változása | Lakosság változása | Lakosság változása | Lakosság változása | Lakosság változása | Lakosság változása | Lakosság változása | Lakosság változása | Lakosság változása | Lakosság változása | Lakosság változása |
| ------------------ | ------------------ | ------------------ | ------------------ | ------------------ | ------------------ | ------------------ | ------------------ | ------------------ | ------------------ | ------------------ | ------------------ | ------------------ | ------------------ | ------------------ | ------------------ |
| 1857               | 1869               | 1880               | 1890               | 1900               | 1910               | 1921               | 1931               | 1948               | 1953               | 1961               | 1971               | 1981               | 1991               | 2001               | 2011               |
| 93                 | 129                | 132                | 151                | 187                | 198                | 192                | 218                | 231                | 233                | 260                | 265                | 401                | 465                | 745                | 903                |